# 52008 Johnnaka
52008 Johnnaka este un asteroid din centura principală de asteroizi.

## Descriere
52008 Johnnaka este un asteroid din centura principală de asteroizi. A fost descoperit pe 9 martie 2002 în cadrul proiectului CSS. Asteroidul prezintă o orbită caracterizată de o semiaxă mare de 3,12 ua, o excentricitate de 0,13 și o înclinație de 12,5° în raport cu ecliptica.